# Kuralaari
Kuralaari är en ö i Finland. Den ligger i Bottenhavet och i kommunen Björneborg i den ekonomiska regionen  Björneborgs ekonomiska region i landskapet Satakunta, i den sydvästra delen av landet. Ön ligger nära Björneborg och omkring 230 kilometer nordväst om Helsingfors.
Öns area är 4,7 hektar och dess största längd är 380 meter i öst-västlig riktning.